# Reformierte Kirche in Rumänien

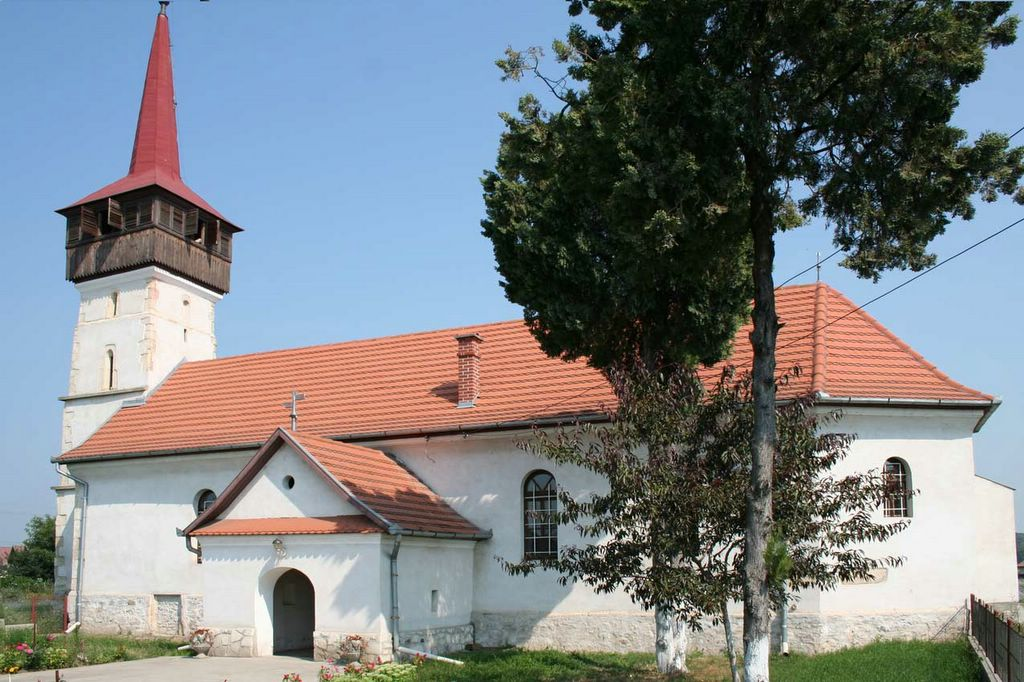
Reformierte Kirche in Turda (deutsch: Thorenburg)

Die Reformierte Kirche in Rumänien (ungarisch: Romániai Református Egyház, rumänisch: Biserica Reformată din România) ist eine reformierte Kirche in Rumänien. Sie ist vor allem in den ungarisch geprägten Regionen des Landes präsent. Entsprechend ist Ungarisch die dominierende Kirchensprache. Die Mehrheit der Gemeinden befindet sich in Siebenbürgen. Laut Volkszählung von 2002 bekannten sich landesweit 698.550 Personen oder 3,2 % der Bevölkerung zur evangelisch-reformierten Konfession. Die Kirche ist heute in zwei Distrikte mit Sitz in Oradea (für das westliche Rumänien) und Klausenburg (für Siebenbürgen) eingeteilt.
In Zusammenarbeit mit der Unitarischen Kirche Siebenbürgen und der Evangelisch-Lutherischen Kirche in Rumänien (beide ebenfalls mehrheitlich ungarisch geprägt) betreibt die Reformierte Kirche das Protestantisch-Theologische Institut in Klausenburg im nordwestlichen Siebenbürgen.
Die Reformierte Kirche in Rumänien ist Mitglied der Weltgemeinschaft Reformierter Kirchen, der Gemeinschaft Evangelischer Kirchen in Europa und des Ökumenischen Rats der Kirchen.